# Salas-e Babadschani (Verwaltungsbezirk)
Salas-e Babadschani oder Salas-e Babajani (persisch شهرستان ثلاث باباجانی) ist ein Schahrestan in der Provinz Kermanschah im Iran. Er enthält die Stadt Salas-e Babadschani, welche die Hauptstadt des Verwaltungsbezirks ist.

## Demografie
Bei der Volkszählung 2016 betrug die Einwohnerzahl des Schahrestan 35.219. Die Alphabetisierung lag bei 73 Prozent der Bevölkerung. Knapp 46 Prozent der Bevölkerung lebten in urbanen Regionen.
| Zensusjahr | Einwohnerzahl |
| ---------- | ------------- |
| 2011       | 38.475        |
| 2016       | 35.219        |